# Ленінський (Гірськомарійський район)
Ле́нінський (рос. Ленинский, марій. Ленинсер) — виселок у складі Гірськомарійського району Марій Ел, Росія. Входить до складу Пайгусовського сільського поселення.

## Населення
Населення — 34 особи (2010; 51 у 2002).
Національний склад (станом на 2002 рік):
- марі — 94 %